# Famille Lin (Venise)
Pour les articles homonymes, voir Lin.

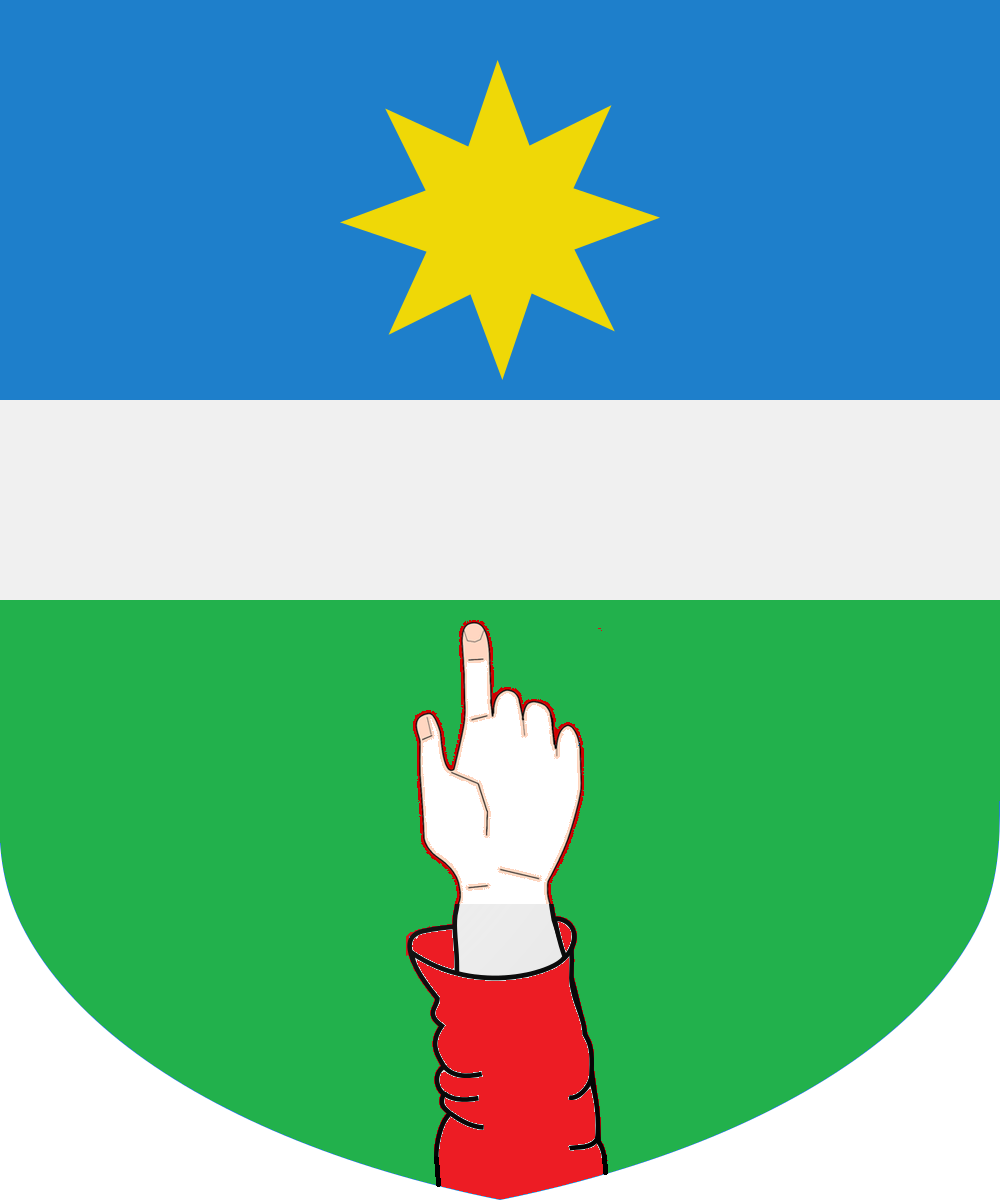
armes des Lini

La famille Lin (parfois italianisé en  Lini) est une famille patricienne de Venise, qui s'était spécialisée dans le commerce avec la Hollande, l'Espagne et les Indes. Ses richesses lui permirent d'acheter en 1685 l'agrégation à la noblesse.

## Armes
Les armes des Lin se blasonnent ainsi d'un écu coupé d'azur et de sinople par une bande ou cotice d'argent, l'azur chargé d'une étoile d'or, le sinople d'une main droite qui montre naissante de la pointe de l'écu.

## Demeures
- Palais Moro Lin
- Palais Morolin Michiel Olivo à San Polo

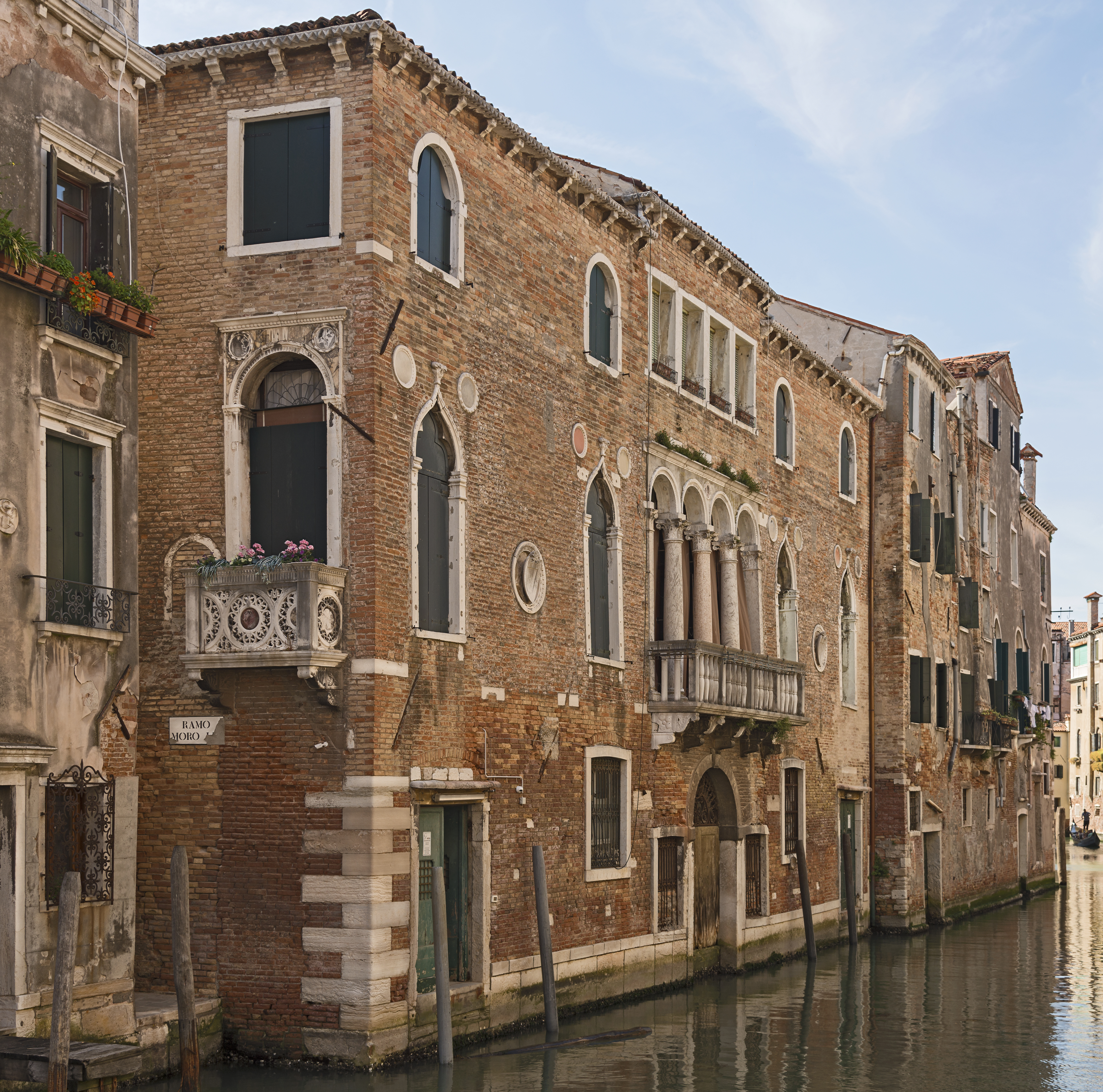
La façade du Palais Moro lin Michiel Olivo à San Polo

### Sources bibliographiques
- G.Bettinelli, Dizionario Storico-Portatile Di Tutte Le Venete Patrizie Famiglie, Venezia, 1780, 168 p. (lire en ligne).
- Casimir Freschot, Nouvelle relation de la Ville et République de Venise, Utrecht, Guillaume van Poolsum, 1709 (lire en ligne).
- (it) Francesco Schröder, Repertorio Genealogico delle Famiglie confermate nobili e dei titolati nobili esistenti nelle provincie Venete, Venise, typografia Alvisopoli, 1830.
- (it) Ab. D. Cristoforo Tentori Spagnuolo, Saggio sulla Storia Civile, Politica, Ecclesiastica e sulla Corografia e Topografia degli Stati della Reppublica di Venezia ad uso della Nobile e Civile Gioventù, Venise, Éd. Giacomo Storti, 1785.